# Мучи (деревня)
Мучи — деревня в Игринском районе Удмуртской республики.

## География
Находится в центральной части Удмуртии на расстоянии приблизительно 27 км на запад-юго-запад по прямой от районного центра поселка Игра.

## История
Известна с 1717 года как деревня Муча с 20 дворами, в 1873 (Мучи) 28 дворов, в 1893 — 47, в 1905 — 53, в 1920 — 75 (русских 23 и удмуртских 52), в 1924 — 64. До 2021 года входила в состав Новозятцинского сельского поселения.

## Население
Постоянное население составляло 56 человек (1717), 154 (1764), 143 (1873), 316 (1893, русских 101 и удмуртов 215), 386 (1905), 53 человека в 2002 году (удмурты 90 %), 28 в 2012.